# Mycosphaerella spissa
Mycosphaerella spissa är en svampart som beskrevs av Syd. 1924. Mycosphaerella spissa ingår i släktet Mycosphaerella och familjen Mycosphaerellaceae.   Inga underarter finns listade i Catalogue of Life.